# Bernhard zu Stolberg
Bernhard zu Stolberg, fullständigt namn Bernard Ernst Viktor Ludwig Georg Michael zu Stolberg-Stolberg, född 1838 och död 1926, var en tysk-svensk präst i Romersk-katolska kyrkan. Bortsett från ett uppehåll om sex år då han genomgick utbildning inom Jesuitorden verkade Stolberg i Sverige från 1869 till 1925. Stolbergs hade stor betydelse för katolska kyrkans verksamhet i landet dels som präst och grundare av flera katolska församlingar, men även som kyrklig finansiär både genom egna pengar, medel från sin familj och genom insamlingar i katolska länder. Vid sidan om sitt församlingsbyggande gjorde Stolberg även stora insatser för katolska invandrare. 

## Biografi
Bernard Stolberg föddes 26 september 1838 i en grevlig familj i staden Oppeln i Övre Schlesien, som nu ligger i Polen men då tillhörde Tyskland. Fadern, som också hete Bernhard (1803–1859), var en son till skriftställaren och katolske konvertiten Friedrich Leopold zu Stolberg-Stolberg. Familjen var enagerad i den ultramontana rörelsen, som strävade efter att breda ut katolska kyrkan även i icke traditionellt katolska länder. Familjen hade också goda relationer med Jesuitorden.
Efter gymnasiet gick Stolberg in i den österrikisk-ungerska armén som kadett, där han var officer i nio år. Under en permission 1863 besökte han Stockholm där han togs emot av den apostoliske vikarien Laurentius Studach och fick även audiens hos änkedrottningen Josefina. Besöket gjorde Stolberg mycket intresserad av den katolska kyrkans situation i Sverige.
Stolberg började på Jesuitordens prästseminarium i Innsbruck 1865, prästvigdes 1868 och tog teologisk examen året därpå. 1869 kom han till Sverige som katolsk missionär. Medan han lärde sig det svenska språket verkade han som själasörjare för de tyskspråkiga katolikerna i Stockholm. 1870 fick han i uppdrag att i Malmö skapa Sveriges tredje katolska församling, efter Göteborg och Stockholm. Tills nybygget Jesu heliga hjärtas kyrka kunde invigas 1872 bedrevs verksamheten på hotell och i hyrd lägenhet. 
1875 lämnade Stolberg Malmö och inträdde i Jesuitorden. Genom den tyska Kulturkampen förbjöds jesuiterna att verka i Tyskland varför de sökte sig utomlands, och så kom det att bli en stark närvaro av tyska jesuiter i bland annat Sverige. 1881, när Stolberg återkom till Sverige, hade den tyska jesuitprovinsen tagit över ansvaret för Eugeniaförsamlingen i Stockholm. Stolberg verkade både där och i Göteborg. 1888 utsågs han till kyrkoherde i den katolska församlingen i Gävle, och ägnade sig även åt själavård av katoliker på orter där det inte fanns församlingar. För detta syfte lärde han sig att prata polska. Under 1920-talet ägnade han sig främst åt att bygga upp en församling i Norrköping och det planerade kyrkobygget, som dock inte stod klart förrän efter hans död. 
Stolberg avled 5 februari 1926 i Holland.